# تالاوری
تالاوری (گرجی: ტალავერი، ترکی آذربایجانی: Faxralı) یک در شهرداری بولنیسی استان کومو کارتلی کشور گرجستان است.

## جغرافیا
تالاوری در جنوب‌غربی کشور گرجستان و در ارتفاع ۵۶۰ متری از سطح دریا جای دارد. فاصله این روستا تا تفلیس ۴۰ کیلومتر و تا بولنیسی ۱۲ کیلومتر است. این روستا بزرگ‌ترین و پرجمعیت‌ترین روستای شهرداری بولنیسی است.

## مردم
این روستا بر اساس سرشماری گرجستان در سال ۲۰۰۲ میلادی، ۶۸۸۹ نفر و ۱۴۹۵ خانوار (٪۵۳ مرد و ٪۴۷ زن) داشته است. ۹۹٪ مردم آن آذربایجانی هستند. درصد بیشتر مردان بخاطر نیاز به نیروی کار زیاد در دوران شوروی بوده است. اکثریت جمعیت روستای تالاوری شیعه و اقلیت سنی مذهب هستند.

## تاریخ
در زمان حکومت زویاد گامساخوردیا، نام این روستا به تالاوری تغییر یافت. با این حال اهالی روستا از به رسمیت شناختن نام جدید خودداری کردند و دادخواست‌ها را برای لغو تصمیم تغییر نام به میخائیل ساکاشویلی رئیس جمهور پیشین گرجستان ارسال کردند.

## نگارخانه

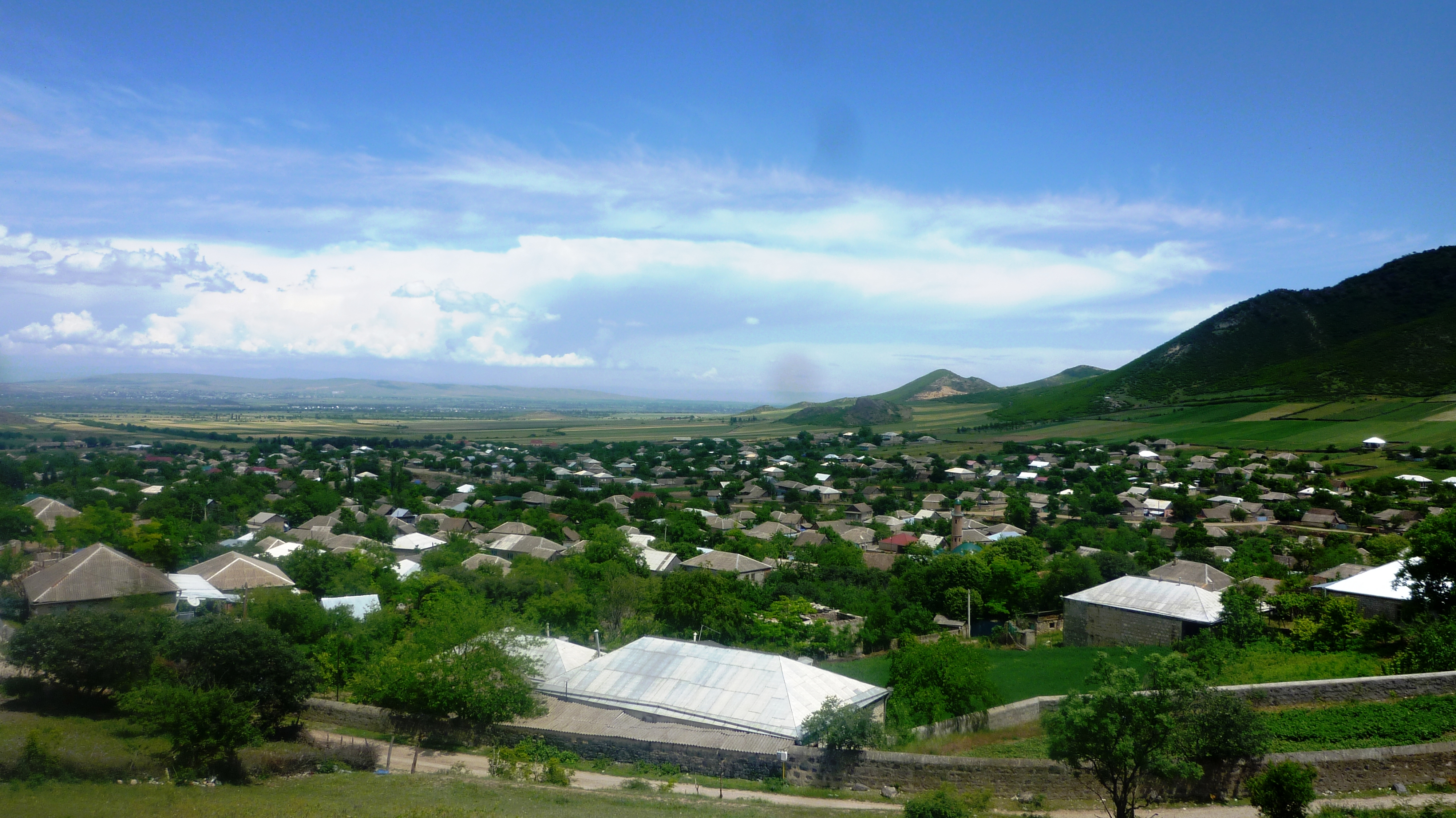
نمایی از تالاوری